# 白河水菜
白河水菜（日语：／ Shirakawa Mizuna，2002年2月28日—）是日本配音員。東京都出身。

## 簡歷
2017年10月29日、在Sony Music Artists赞助「Anistoteles Vol.6」中赢得大奖赛。那个时候的名字是田中水菜（日语：田中みずな）。

## 出演

### 電視動畫
2021年
- SELECTION PROJECT（小泉詩）

### 舞台
- HIROSE PROJECT 舞台公演第32弾 「アシタボシ 2020」（2020年11月21日 - 24日，拉佐纳川崎广场索尔酒店）[3]

### 遊戲
- BATON=RELAY（2020年、小見川薫[4]）

### 來源
1. ↑  . ソニー・ミュージックアーティスツ.   [2020-08-13]. （原始内容存档于2019-03-31）.
2. 1 2  . Deview-デビュー. 2017-11-14  [2020-11-03]. （原始内容存档于2020-11-10）.
3. ↑  . ヒロセプロジェクト * Official Web Site.   [2020-10-17]. （原始内容存档于2020-12-06）.
4. ↑  . BATON=RELAY（バトン=リレー）公式サイト.   [2020-08-13]. （原始内容存档于2021-01-05）.

## 外部連結
- https://www.sma.co.jp/s/sma/artist/509?ima=0000#/news/0 （页面存档备份，存于）
- 白河水菜的X（前Twitter）
- YouTube上的白河水菜頻道